# Aphthona ovatipennis
Aphthona ovatipennis es un coleóptero de la familia Chrysomelidae. Fue descrita científicamente por primera vez en 1992 por Medvedev.